# 平和政策研究所
一般社団法人平和政策研究所（へいわせいさくけんきゅうじょ、英語: Institute for Peace Policies）は、世界平和統一家庭連合（旧統一教会）の関連団体である「平和大使協議会」の付設研究機関として2011年7月に発足した組織。

## 概要
国連経済社会理事会の総合協議資格をもつNGOである天宙平和連合（UPF、本部：米国・ニューヨーク）は、平和大使の任命機関であるが、同研究所は天宙平和連合のグローバルな人的ネットワークと連携しつつ、各分野の専門家が積み重ねてきた活動実績をもとに、2015年6月に一般社団法人として独立した。
「国際勝共連合」「世界平和連合」「国際ハイウェイ財団」「平和大使協議会」の会長、「UPFジャパン」の議長を兼任する梶栗正義が理事を務めている。
天宙平和連合が創設した世界平和国会議員連合の日本の議員連盟「日本・世界平和議員連合懇談会」は2022年6月13日に総会を開き、同年7月の参院選について協議した。このとき平和政策研究所が発行する「政策情報レポート」が資料として各議員に配布された。

## 役員
- 代表理事：林正寿[2]
- 理事：雨宮慶幸、石﨑淳一、上田秀明、梶栗正義[2]
- 監事：吉澤茂[2]

## 所在地
- 東京都新宿区西早稲田3-18-9 西早稲田クレセントマンション212号室[9]